# Elektret
Elektret je permanentně polarizované těleso. Je elektrickým ekvivalentem trvalého magnetu. Elektretovými materiály jsou například selen a síra. Elektrety se v technice využívají jako elektretové mikrofony a elektrostatické filtry. Elektrety je možné klasifikovat z hlediska jejich přípravy:
- termoelektrety,
- fotoelektrety,
- elektroelektrety,
- magnetoelektrety,
- chemoelektrety,
- pseudoelektrety.

Jiná klasifikace elektretů je podle druhu nositele náboje:
- elektrety dipólové,
- elektrety s vnitřním prostorovým nábojem,
- elektrety s injektovanými náboji,
- elektrety s deponovaným náboji.